# De Bunker (Gemert)
De Bunker werd in 1982 opgericht als een plek waar cultuur en ontmoeting hand in hand zouden gaan. Het combineert een jongerencentrum en een klein poppodium. Het is gevestigd aan theater de Eendracht in de Sint Annastraat te Gemert en heeft een capaciteit van 400 bezoekers. Het gebouw was vroeger de melkbunker achter de Eendracht (voormalige melkfabriek). Daar is dus de naam De Bunker uit voortgekomen.

## Geschiedenis
De concertprogrammering van de Bunker bestaat al van meet af aan uit een breed scala aan regionale, nationale en internationale bands.
Enkele namen die door de jaren heen de Bunker bezocht hebben: TC Matic, Jules Deelder, Herman Brood, La Minor (Rus), The Klinik (B), Even in Blackouts (USA), The Apers, Travoltas, Woordlooiers, Peter Pan Speedrock, Legowelt, Benny Rodrigues. Variërend van folk, punk, hardcore, hiphop tot metal en techno.
Naast deze concerten staat de Bunker ook bekend om de gezellige herfst- en kerstswing. Ook de caféavonden staan garant voor de nodige gezelligheid.

## Zebra Festival
Het jaarlijkse Zebra Festival vindt zijn oorsprong in 1988. In het eerste jaar dat dit festival werd georganiseerd greep de politie in, omdat er spandoeken hingen tegen de Shell-activiteiten in Zuid-Afrika. In de jaren daarna is dit festival almaar gegroeid. Er kwamen steeds meer bekende bands en acts. In 2007 bereikte het festival qua grootte een nieuw hoogtepunt. Er kwamen ruim 2.200 bezoekers af op dit regionale festival.

## Toekomstvisie
De Bunker bestaat tegenwoordig uit 40 vrijwilligers. Dit betekent dat de Bunker leeft binnen Gemert-Bakel en dat er constant gezocht wordt naar vernieuwing.